# Oggy y las cucarachas
Oggy y las cucarachas (en francés Oggy et les Cafards) es una serie de animación francesa creada por Jean-Yves Raimbaud en 1998 y producida por Gaumont Animation, también responsables de la popular serie Space Goofs (primeras dos temporadas) y Xilam (tercera temporada en adelante). La serie, dirigida por Olivier Jean Marie y Thomas Szabo y producida por Marc du Pontavice, narra la vida de los personajes titulares: el gato Oggy y las cucarachas Joey, Marky y Dee Dee. Tras su éxito inicial en Francia, la serie comenzó a emitirse a nivel mundial. En 2008, se produjo una tercera temporada y en 2012, llegó la cuarta temporada con nuevos episodios.

## Argumento
La historia trata de la vida de Oggy, un gato azul antropomórfico, obeso y perezoso que vive en los suburbios de una gran ciudad, en una casa aparentemente pequeña, pero que por dentro es inmensa. Le gustan las cosas sencillas de la vida, como la televisión y la cocina, pero se ve continuamente atormentado por tres cucarachas: Joey, Dee Dee y Marky. Ellas viven en su casa y son lideradas por Joey; entre las tres le hacen la vida imposible, ya sea robándole la comida o realizando otras maldades. Oggy no está solo en esta lucha, pues cuenta con su primo Jack, quien es más violento e irritable que él, y Bob, su vecino bulldog. 
La serie emplea algunos de los recursos más clásicos de la comedia animada como la mudez parcial, similar a la que se usa en la serie animada Pingu, en la que los personajes se comunican mediante una jerga incomprensible, lo que facilita su universalidad.

## Personajes
| Personaje | Descripción |
| --------- | --- |
| Oggy:     | Es el protagonista de la serie; un gato de color azul claro con ojos verdes, pies blancos y barriga gris. Le gusta tomar siestas, mirar televisión y comer, sin embargo, también es un fanático del orden. Las cucarachas son sus últimos enemigos. |
| Jack:     | El primo de Oggy. Es otro gato, con cuerpo de color verde oliva, ojos amarillos, pies blancos y barriga color salmón. Es totalmente opuesto a Oggy, presentándose como un ser mucho más violento y arrogante, por lo que suele ser el blanco preferido para las bromas de las cucarachas. Suele dedicarse a construir enormes máquinas, muchas de ellas dedicadas a la guerra contra las cucarachas, que normalmente acaban rompiéndose y volviéndose contra él. Jack suele entrar en la casa de Oggy sin llamar para poder ayudarle contra las cucarachas. Posee una camioneta y su número de teléfono es 2. Se siente atraído por Mónica, la hermana de Oggy. En uno de los sketches se le ve a punto de casarse con una perra poodle, pero el enlace resulta un fracaso debido a la intervención de las cucarachas (que van a la ceremonia a pesar de los esfuerzos de Jack por evitarlo). |
| Mónica:   | Es la hermana melliza de Oggy y el interés romántico de Jack, hasta el punto que en uno de los sketches se revela que tienen un hijo. Es muy activa y le gusta practicar deporte, sobre todo el patinaje. |
| Bob:      | Es el enorme perro vecino de Oggy, y desafortunada víctima final de sus luchas contra las cucarachas, lo que suele llevarle a pelearse contra Oggy y Jack (aunque esto se censura, y solamente los sonidos permiten intuir que se está golpeando a los gatos). |
| Olivia:   | La novia de Oggy. Es nueva en la ciudad, y le gusta nadar y jugar en el agua. Aparece en la cuarta temporada. |

### Cucarachas
- Dee Dee: El más grande del grupo, tiene una gran papada anaranjada. Es el más glotón de los tres.

- Marky: De cara verde, quien se enamora muy fácilmente. Es el más delgado de los tres.

- Joey: De cara morada, es el líder del grupo y el más molesto. Hace planes para fastidiar a Oggy.

## Características de la serie
- Cada capítulo consta de tres sketches independientes entre sí. A diferencia de Tom y Jerry, en Oggy y las cucarachas hay ocasiones en las que estas últimas resultan perdedoras debido a su propia negligencia o la intervención de un tercero. La serie no tiene una direccionalidad profunda y cada sketch es autoconclusivo.
- Los personajes "hablan" con maullidos (en el caso de los gatos), o con murmullos (caso de las cucarachas, Bob o personajes humanos). Sin embargo, durante un capítulo en que Oggy y sus amigos visitan Venecia, Jack dice algunas palabras en italiano.

## Controversia
En marzo de 2015, se emitió un episodio de la serie por el canal Nickelodeon en Estados Unidos en donde al principio del episodio, se podía ver la imagen de una mujer con los senos descubiertos. Esa escena generó quejas por parte de los padres que la calificaron como inapropiada para sus hijos, lo que obligó al canal a retirar el episodio del aire y de su página web. Posteriormente, la serie fue retirada del aire en mayo del 2015, 4 meses después de su estreno.